# Plan-les-Ouates
Plan-les-Ouates je město na jihozápadě Švýcarska, v kantonu Ženeva. Žije zde přibližně 11 tisíc obyvatel.

## Geografie
Plan-les-Ouates se nachází jižně od řeky Aire a potoka Ruisseau des Marais.
Obec, která vznikla v roce 1851 z bývalé velké obce Compesières, k níž patřil i Bardonnex, se skládá z místních částí Saconnex-d’Arve, Arare, La Chapelle a Plan-les-Ouates. Sousedními obcemi jsou Onex, Lancy, Carouge, Veyrier, Bardonnex, Perly-Certoux a Confignon.

## Historie
V obci byly objeveny pozůstatky galorománské vily podél cesty ze Ženevy přes Seyssel do Lyonu. V Arare se nachází také opevněný dům z 15. a 16. století.
První zmínka pochází z roku 1537. Plan-les-Ouates patřilo k panství Ternier v hrabství Ženeva a Savojskému vévodství (okupovanému v letech 1536–1567 Bernem). Po připojení Savojska k Francii v roce 1793 se Plan-les-Ouates, Bardonnex a Perly-Certoux sloučily do obce Compesières, která byla Turínskou smlouvou z roku 1816 (jako tzv. Communes réunies, „sloučené obce“) přidělena Ženevě. Perly-Certoux se od obce Compesières oddělilo v roce 1820, zatímco Plan-les-Ouates a Bardonnex se osamostatnily v roce 1851. Církevně obec patřila do farnosti Compesières. V roce 1936 vytvořila vlastní farnost a v roce 1952 reformovanou farnost. Plan-les-Ouates pronajalo v roce 1816 své společné pozemky kantonu jako vojenské cvičiště. Od roku 1874 využíval kanton pouze jednu střelnici, která byla v roce 1912 přemístěna do Bernex. V roce 1922 byla v Plan-les-Ouates postavena nová cyklistická dráha, která nahradila tu v La Jonction. K rozvoji obce výrazně přispělo vytvoření rozsáhlé průmyslové zóny v 80. letech 20. století.

## Obyvatelstvo
| Rok            | 1860 | 1900 | 1950 | 1980 | 2000 | 2010 | 2012   | 2014   | 2015   | 2016   | 2017   | 2022   |
| Počet obyvatel | 857  | 880  | 1665 | 3647 | 6804 | 9984 | 10 250 | 10 281 | 10 344 | 10 571 | 10 677 | 10 601 |

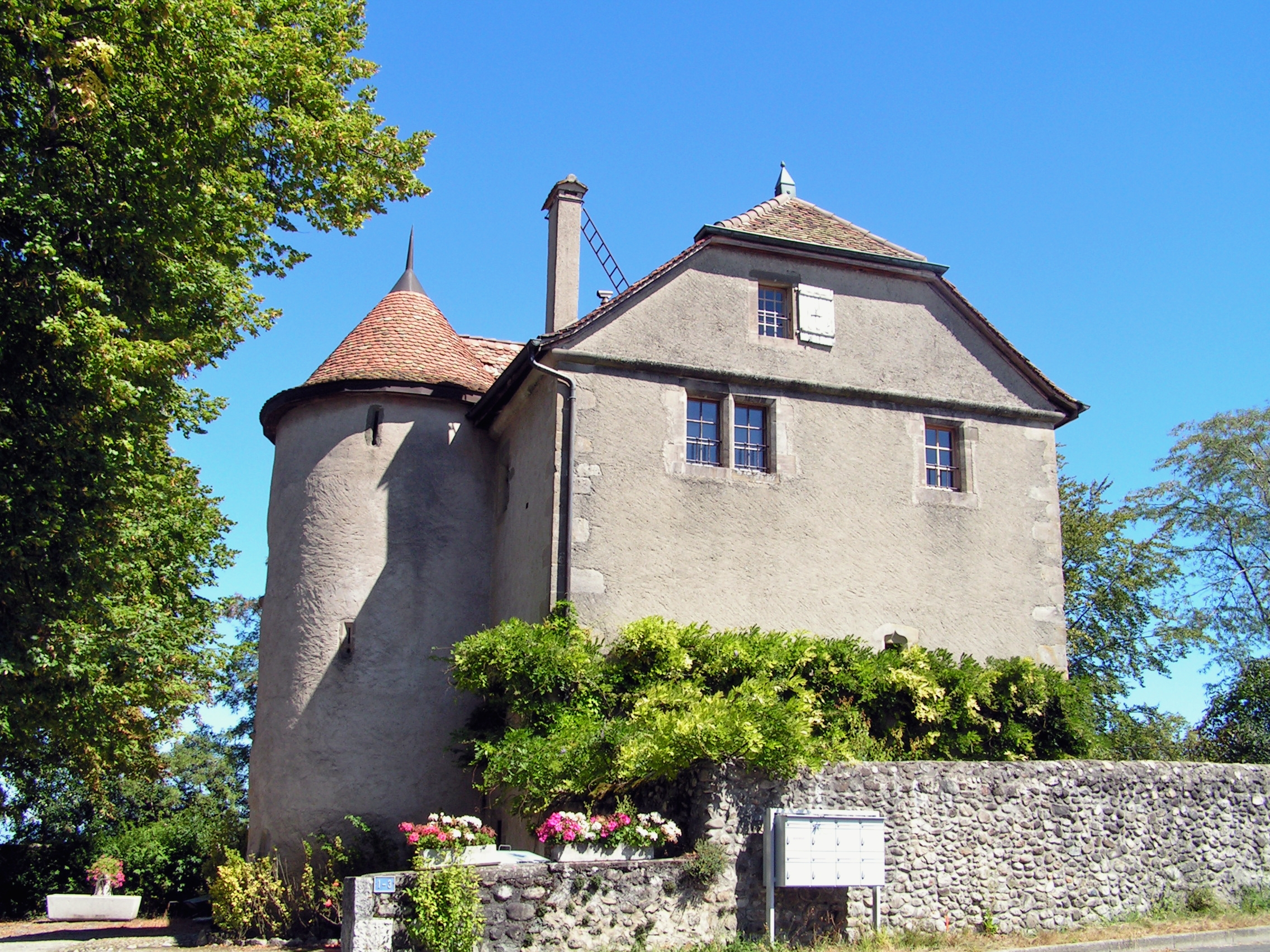
Opevněný dům Arare

Většina obyvatel (k roku 2000) hovoří francouzsky (5 890, tj. 86,6 %), druhá nejčastější je němčina (286, tj. 4,2 %) a třetí italština (151, tj. 2,2 %).

## Doprava
Onex je napojen na síť ženevské veřejné dopravy tramvajovou linkou č. 14 a několika autobusovými linkami, které provozuje ženevský dopravní podnik Transports publics genevois (TPG). Tramvajová trať ze Ženevy do Saint-Julien-en-Genevois začala jezdit v roce 1899. Železnice územím města neprochází, nejbližší železniční stanice se nachází v Ženevě. Dálnice A1 ze Ženevy směrem k francouzské hranici se nachází asi 3 km od města.